# Khaby Lame
Khabane "Khaby" Lame (Dakar, 9 de março de 2000) é um ator, criador de conteúdo e influenciador digital senegalês, naturalizado italiano.
Ele é conhecido por seus vídeos do TikTok, nos quais zomba silenciosamente de vídeos excessivamente complicados de truques de vida. Desde outubro de 2022, Lame é o usuário mais seguido no TikTok.

## Vida e carreira
Lame nasceu no Senegal em 9 de março de 2000. Sua família se mudou para um complexo residencial em Chivasso, na Itália, quando Lame tinha apenas um ano. Ele tem três irmãos. Ele estudou em escolas italianas até os 14 anos, quando seus pais decidiram mandá-lo temporariamente para estudar em uma escola corânica perto de Dacar. Lame trabalhou como operador de máquina CNC em uma fábrica perto de Turim (comuna italiana), antes de ser despedido em março de 2020.
Lame começou a publicar vídeos no TikTok em março de 2020 durante a quarentena de COVID-19. Em 26 de abril de 2021, superou a Gianluca Vacchi como o TikToker italiano mais seguido.  Atualmente, Lame tem mais de 75 milhões de seguidores em TikTok. Também conta com mais de 44 milhões de seguidores em Instagram depois de vencer a Chiara Ferragni como a italiana mais seguida na plataforma. É o terceiro TikToker mais seguido no mundo (e o TikToker italiano mais seguido).
Em abril de 2021, superou a Gianluca Vacchi como o TikToker italiano mais seguido, e em julho de 2021, superou a Addison Rae para converter no segundo TikToker mais seguido. Em agosto de 2021, Lame apareceu como coprotagonista no anúncio da Juventus de um novo jogador, Manuel Locatelli. Em setembro de 2021, participou do Festival de Cinema de Veneza como convidado especial para a primeira exibição do filme francês Ilusões Perdidas, de Xavier Giannoli. Em janeiro de 2022, Lame assinou uma parceria de vários anos com a Hugo Boss e foi destaque na campanha #BeYourOwnBoss.
Em 22 de junho de 2022, Lame se tornou o criador mais seguido do TikTok, ultrapassando Charli D'Amelio com 142,1 milhões de seguidores.
Em 6 de junho de 2025, Khaby Lame, famoso humorista do TikTok, foi detido pela imigração dos Estados Unidos após ultrapassar o limite de seu visto. Segundo as autoridades, ele foi liberado no mesmo dia e deixou o país de forma voluntária. 

## Imagem pública
Taylor Lorenz e Jason Horowitz, de The New York Times, atribuíram o sucesso de Lame a sua "qualidade universal exasperada de todo o homem" e descreveram sua ascensão à fama como diferente da maioria das estrelas de TikTok, já que era "completamente orgânico". Samir Chaudry, fundador de The Publish Press, um boletim de notícias centrado na economia dos criadores, declarou que o atrativo de Lame se devia a que ele representava, "a autenticidade sobre a produção" e "não se esforçar demasiado". Christina Ferraz, fundadora da agência de marketing estadunidense, declarou: "Sua exasperação é identificável e os sentimentos são universais". Lame tem atribuído sua própria ascensão à fama a suas expressões faciais humorísticas e seu silêncio.
Em janeiro de 2023, 6 dos 25 vídeos mais curtidos no TikTok são dele.

## Vida pessoal
Khaby Lame é um muçulmano praticante. Em outubro de 2020, Lame anunciou seu noivado com Zaira Nucci. Desde 2021, Lame vive em Milão com o seu agente. Mesmo vivendo na Itália desde pequeno, ainda não possui um passaporte ou cidadania italiana, só um passaporte senegalês, tendo dito: "Sinceramente, não preciso um papel para me definir como italiano". O seu património estimado está entre 1,3 milhões e 2,7 milhões de dólares.